# David Scott (Politiker, vor 1816)
David Scott (* vor 1816 in Pennsylvania; † nach 1817) war ein US-amerikanischer Politiker. Im Jahr 1817 vertrat er den Bundesstaat Pennsylvania im US-Repräsentantenhaus.
Über diesen Politiker gibt es kaum Informationen. Er wurde bei den Kongresswahlen des Jahres 1816 als Kandidat der Demokratisch-Republikanischen Partei im 17. Wahlbezirk von Pennsylvania in das US-Repräsentantenhaus in Washington, D.C. gewählt, wo er am 4. März 1817 nominell die Nachfolge von Jared Irwin antrat. Noch vor der konstitutionierenden Sitzung des Kongresses legte er dieses Mandat aus unbekannten Gründen nieder. Überliefert ist, dass er im selben Jahr noch Berufungsrichter war. Ansonsten verliert sich hier wieder seine Spur.
war ein US-amerikanischer Politiker, der im Jahr 1817 den Bundesstaat Pennsylvania im US-Repräsentantenhaus vertrat.
Nach seinem Rücktritt wurde am 14. Oktober 1817 eine Nachwahl abgehalten, bei der John Murray als sein Nachfolger gewählt wurde. 